# Kevin Sizemore
Waylon Kevin Sizemore (Princeton (West Virginia), 30 april 1972) is een Amerikaans acteur en filmproducent.

## Biografie
Sizemore studeerde af aan de Art Institute of Pittsburgh in Pittsburgh, hierna haalde hij zijn diploma in Communicatie aan de American Academy of Dramatic Arts in New York.
Sizemore begon in 1988 met de televisiedocumentaireserie America's Most Wanted, waarna hij nog meerdere rollen speelde in televisieseries en films.
Sizemore is in 2004 getrouwd met actrice Gina Lombardi met wie hij een zoon heeft. Naast het acteren is hij in 2002 gestart met een productiebedrijf genaamd Morepony Pictures.

## Filmografie

### Films
Uitgezonderd korte films.
- 2024 Hazard - als dr. Bower
- 2024 A Nashville Wish - als Lee Davis
- 2023 Into the Spotlight - als William Banks
- 2021 Secret Agent Dingledorf and His Trusty Dog Splat - als Paul
- 2020 True to the Game 2 - als August
- 2019 My Stepfather's Secret - als Frank
- 2019 Submission - als dr. Anthony 'Rev' Moore
- 2019 The World We Make - als Jeff Grove
- 2019 Mine 9 - als Daniel
- 2018 Legal Action - als Jay Chambers
- 2018 The Work Wife - als Sean
- 2018 Reach - als Jack Perkins
- 2017 Intensive Care - als Seth
- 2017 Sightings - als rechercheur
- 2017 Sweet Sweet Summertime - als Charlie Shawn
- 2017 The Case for Christ - als dr. Gary Habermas
- 2016 Trew Calling - als I Am
- 2016 Sinking Sand - als Josh
- 2016 Believe - als Albert Bagley
- 2016 Domain - als Orlando
- 2016 Miracles from Heaven - als brandweerman
- 2015 Woodlawn - als Jerry Stearns
- 2015 Bad Dog and Superhero - als Vinnie
- 2013 A Christmas Tree Miracle - als David George
- 2013 Red Line - als Jared
- 2011 Transformers: Dark of the Moon - als technicus Black Ops NASA
- 2010 Closure - als Matt West
- 2009 Crossing Over - als agent Sterns
- 2002 Nowhere to Hide - als kapitein Walicyk
- 2001 Double Bang - als barkeeper
- 2001 Commitments - als Greg
- 2000 Supernova - als leider reddingsteam
- 1997 More, More Than Meets the Eye - als de fietser
- 1995 Big Dreams & Broken Hearts: The Dottie West Story - voorzitter fanclub

### Televisieseries
Uitgezonderd eenmalige gastrollen.
- 2022 The Staircase - als Mark Zamperini - 6 afl.
- 2021 Diary of a Lunatic - als Iam - 4 afl.
- 2020 The Dark: The Great Deceiver - als pastor Peter Braxton - 5 afl.
- 2016-2017 Monday Shorts - als vriendelijke buurman - 2 afl.
- 2015-2016 Fear the Walking Dead: Flight 462 - als Anthony - 16 afl.
- 2014 Resurrection - als Gary Humphrey - 5 afl.
- 2013 Under the Dome - als Paul Randolph - 3 afl.
- 2011-2012 Rizzoli & Isles - als Kevin Flynn - 2 afl.
- 2012 Blackout - als Tom - 2 afl.
- 2008 Prison Break - als Harlan - 4 afl.
- 2005-2006 24 - als Brown - 4 afl.
- 2005 E-Ring - als agent intelligentiedienst Cole - 2 afl.
- 2004-2005 NCIS - als marine sergeant William Moore - 3 afl.

### Filmproducent
- 2018 Intensive Care - film
- 2017 Trew Calling - film
- 2016 Believe - film
- 2015 Linked - korte film
- 2013 Chained - korte film
- 2006 The Shuttle Run - korte film
- 2004 Squatch - korte film
- 2003 The Hero - korte film

- Library of Congress Control Number: no2017108462
- Virtual International Authority File: 7641150382223713500006
- WorldCat: E39PBJwRV6BcmyKh8XJMBgYwYP